# John Fogerty (musikalbum)
John Fogerty är ett musikalbum från 1975 av den amerikanske musikern John Fogerty och dennes andra soloalbum. Det gavs ut på Asylum Records i USA och på Fantasy Records internationellt.
Albumet består av både originallåtar och covers. Musiken ligger närmare rockmusiken hos Creedence Clearwater Revival än countrymusiken på Fogertys första soloalbum "The Blue Ridge Rangers".
Låten "Rockin' All Over the World" spelades in av Status Quo 1977 och blev en av deras största hits. Dave Edmunds har spelat in en cover på "Almost Saturday Night".

## Låtlista
1. "Rockin' All Over the World" - 2:56
2. "You Rascal You" (Sam Theard) - 2:42
3. "The Wall" - 2:59
4. "Travelin' High" - 3:20
5. "Lonely Teardrops" (Tyran Carlo/Gwen Fuqua/Berry Gordy) - 4:30
6. "Almost Saturday Night" - 2:32
7. "Where the River Flows" - 2:34
8. "Sea Cruise" (Huey "Piano" Smith) - 3:18
9. "Dream/Song" - 3:13
10. "Flyin' Away" - 4:23

Där ingenting anges: John Fogerty.